# Kyselina jodovodíková
Kyselina jodovodíková je vodný roztok jodovodíku (HI). Má velmi silné korozivní vlastnosti. Její soli se nazývají jodidy. Koncentrovaný roztok ve vodě je azeotrop s teplotou varu 127 °C.